# 알렉사 고더드
알렉사 고더드(Alexa Goddard, 1988년 12월 21일 ~ )는 잉글랜드의 싱어송라이터이다.